# Myospila magnatra
Myospila magnatra är en tvåvingeart som beskrevs av Wei 1991. Myospila magnatra ingår i släktet Myospila och familjen husflugor. Inga underarter finns listade i Catalogue of Life.